# Zahar Fjodorovics Dorofejev
Zahar Fjodorovics Dorofejev, oroszul: Заха́р Фёдорович Дорофе́ев (1890. március 24. – 1952. június 18.) moksa nemzetiségű költő, néprajzkutató, pedagógus, műfordító.

## Élete és pályafutása
Szalazgor faluban született a Tambovi kormányzóságban (ma Torbejevói járás, Mordvinföld) 16 főt számláló parasztcsaládban. Kétosztályos iskola elvégzése után 1905-ben sikeresen felvételizett a kazanyi tanítóképzőbe, azonban innen elbocsájtották a forradalmi diákcsoportokhoz való csatlakozása miatt. 1906-ban a tanítóképzőben oktató Makar Jevszevjevics Jevszevjev közbenjárására visszavették. Itt kezdett el verseket írni, melyek először a Volzsszko-Kamszkaja Recs (Волжско-Камская речь, Volga-Kámai Beszéd) és Volzsszkij Vesztnyik (Волжский вестник, Volgai Közlöny) című lapokban jelentek meg.
1909-ben tanítói kinevezést kapott, ekkor kezdett el komolyabban foglalkozni az irodalommal is. Közben versei tartalma miatt többször összetűzésbe került a hatóságokkal, letartóztatták, megfigyelés alá helyezték. 1912-ben saját erőből, Moszkvában, oroszra fordítva adta ki első verseskötetét Pesznyi i dumi narodnovo ucsityelja (Песни и думы народного учителя, Egy néptanító gondolatai és énekei) címmel, melyben 15 mordvin népi költemény is helyet kapott. 1918-ban kinevezték a Tyemnyikovi ujezd oktatási osztályának vezetőjévé. 1923-ban Moszkvába került, a A Közoktatási Népbiztosság (Narkomprosz) nemzetiségi osztályán kezdett dolgozni, ahonnan áthelyezték a Szovjetunió Kommunista Pártjának Központi Bizottsága mordvin osztályának titkárává. Sokat tett a mordvin oktatásért, anyanyelvi iskolák létesítéséért, a tanárképzésért és a mordvin tankönyvek kiadásáért. Költészete mellett elbeszéléseket, illetve meséket is írt, és jelentős műfordítói tevékenységet is végzett, számos orosz költő, író (például Nyekraszov, Lermontov, Tyutcsev, Kolcov stb.) műveit fordította anyanyelvére.
A második világháború idején önként jelentkezett a seregbe, de egészségügyi okok miatt leszerelték.
Domokos Péter irodalomtörténész „a mordvin szépirodalom megalapítójának” nevezi Dorofejevet, aki rendkívül sokat tett a mordvin közművelődésért, és akinek számos népszerű verséből népdal lett.